# Łukasz Kohut

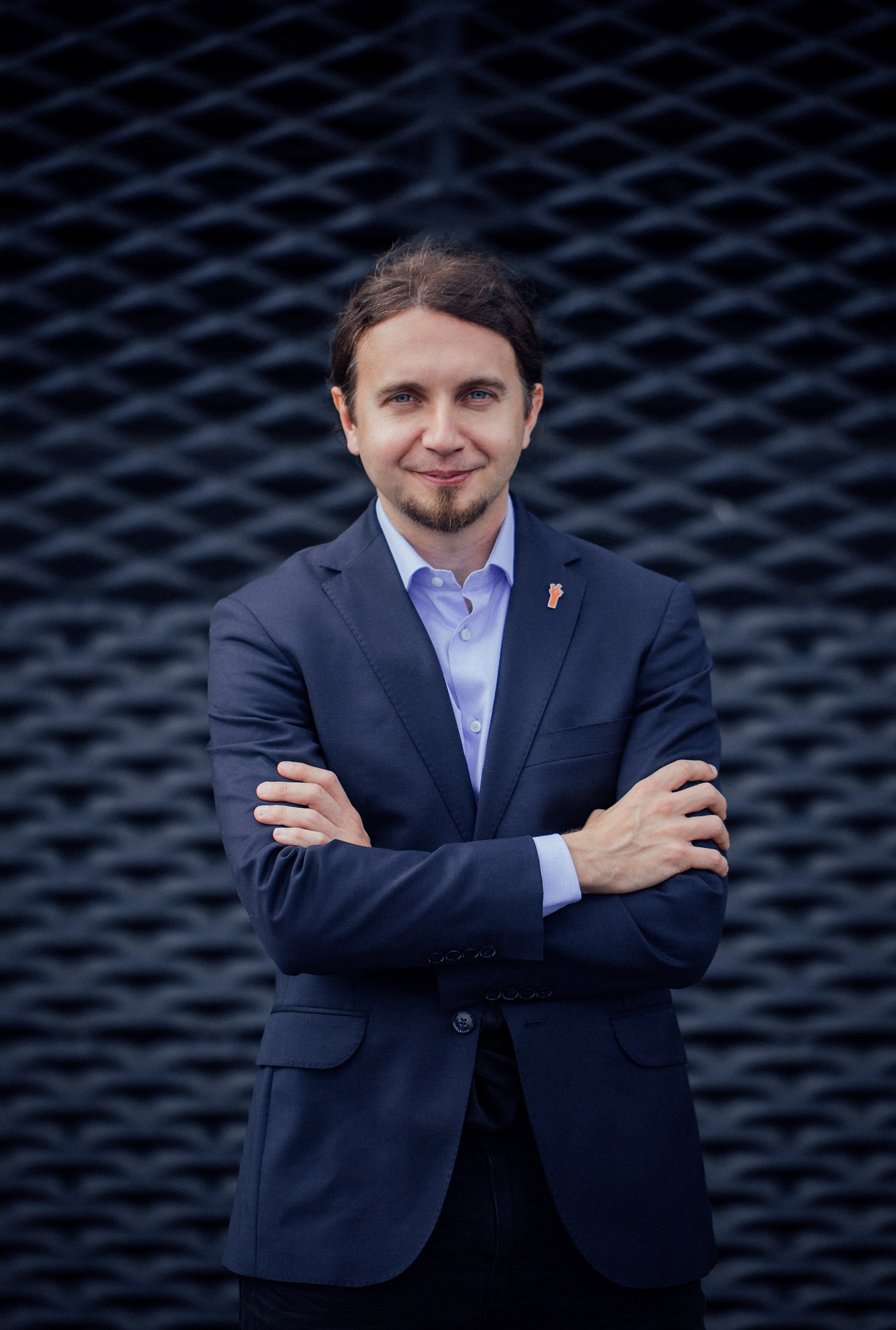
Łukasz Kohut

Łukasz Kohut é um político polaco do partido da Primavera que actua como deputado ao Parlamento Europeu desde as eleições de 2019.

No parlamento, Kohut desde então tem servido na Comissão da Indústria, Pesquisa e Energia. Em 2020, ele também juntou-se ao Comité de Liberdades Civis, Justiça e Assuntos Internos.